# Equipo de Copa Davis de Serbia y Montenegro
El equipo de Copa Davis de Serbia y Montenegro representó a Serbia y Montenegro en competiciones internacionales de tenis entre 2004 y 2006.

## Oponentes

### 2004
| N.º | Fecha            | Fase             | Oponente | Marcador final |
| --- | ---------------- | ---------------- | -------- | -------------- |
| 1   | 11 de abril      | Primera ronda    | Letonia  | 3-0            |
| 2   | 18 de julio      | Cuartos de final | Portugal | 5-0            |
| 3   | 26 de septiembre | Semifinales      | Hungría  | 5-0            |

### 2005
| N.º | Fecha      | Fase             | Oponente | Marcador final |
| --- | ---------- | ---------------- | -------- | -------------- |
| 1   | 6 de marzo | Primera ronda    | Zimbabue | 5-0            |
| 2   | 1 de mayo  | Cuartos de final | Bélgica  | 2-3            |

### 2006
| N.º | Fecha            | Fase             | Oponente     | Marcador final |
| --- | ---------------- | ---------------- | ------------ | -------------- |
| 1   | 12 de febrero    | Primera ronda    | Israel       | 4-1            |
| 2   | 9 de abril       | Cuartos de final | Gran Bretaña | 3-2            |
| 3   | 24 de septiembre | Play-off         | Suiza        | 1-4            |